# بالاترین به پایین‌ترین
بهشت و دوزخ (به انگلیسی: Highest 2 Lowest) یک فیلم جنایی و دلهره‌آور آمریکایی در سبک نئو-نوآر محصول سال ۲۰۲۵ به کارگردانی اسپایک لی است. این یک بازسازی انگلیسی زبان از فیلم ژاپنی بهشت و دوزخ (۱۹۶۳) می‌باشد، که بر اساس رمان باج پادشاه در سال ۱۹۵۹ نوشته اد مک‌بین ساخته شده است. در این فیلم دنزل واشینگتن، ایلفنش هادرا، جفری رایت، آیس اسپایس، ایسپ راکی و دین وینترز به ایفای نقش پرداخته‌اند.
این فیلم اولین نمایش جهانی خود را خارج از رقابت جشنواره فیلم کن ۲۰۲۵ در ۱۹ مه ۲۰۲۵ (۲۹ اردیبهشت ۱۴۰۴) داشت و قرار است در ۲۲ آگوست ۲۰۲۵ توسط ای۲۴ در ایالات متحده اکران شود، قبل از اینکه در ۵ سپتامبر ۲۰۲۵ در اپل تی‌وی پلاس در دسترس قرار گیرد.
دنزل واشنگتن که برای اکران این فیلم در کن حضور داشت نخل طلای افتخاری جشنواره کن ۲۰۲۵ را دریافت کرد.

## ساخت
فیلمبرداری در شهر نیویورک در ۴ مارس ۲۰۲۴ با متیو لیباتیک به عنوان فیلمبردار آغاز شد. فیلمبرداری در ۳ ژوئن به پایان رسید.